# Paola Cortellesiová
Paola Cortellesiová (* 24. listopadu 1973, Řím, Itálie) je italská herečka, zpěvačka, dabérka a moderátorka. Hrála asi ve 20 filmech, v několika divadelních představeních, televizních a rozhlasových pořadech.

## Filmografie
- Promiňte, že žiju 2014
- Nessuno mi puo giudicare 2011
- C'e chi dice no 2010
- Fyzika vody 2009
- Due partite 2009
- Piano, solo 2007
- Maria Montessoriová (org. Maria Montessori: Una vita per i bambini) 2007 – Maria Montessoriová
- Non prendere impegni stasera 2006
- Tu la conosci Claudia? 2004
- Čas minulý (org. Passato prossimo) 2003 – Claudia
- A cavallo della tigre 2002
- Láska, život, lži 2001
- Chiedimi se sono felice 2000